# Scotinotylus sagittatus
Espèce
Scotinotylus sagittatus est une espèce d'araignées aranéomorphes de la famille des Linyphiidae.

## Distribution
Cette espèce est endémique des États-Unis. Elle se rencontre au Wyoming et au Washington.

## Description
La femelle holotype mesure 1,80 mm.

## Publication originale
- Millidge, 1981 : The erigonine spiders of North America. Part 3. The genus Scotinotylus Simon (Araneae: Linyphiidae). Journal of Arachnology, vol. 9, p. 167-213 (texte intégral).